# Operation Roller Coaster
Operation Roller Coaster war eine Serie von amerikanischen Kernwaffentests, die im Jahr 1963 auf der Tonopah Test Range durchgeführt wurde. Die Tests dienten zur Untersuchung der Freisetzung von Plutonium während der Lagerung und möglichen Unfällen während des Transport. Eine unkontrollierte Detonation wurde nicht erwartet.

## Die einzelnen Tests der Roller Coaster-Serie
| Testname        | Datum        | Anmerkungen |
| --------------- | ------------ | --- |
| Double Tracks   | 15. Mai 1963 | Kontaminiertes Erdreich wurde in die Area 3 der Nevada Test Site transportiert; das Gebiet wurde rekultiviert. |
| Clean Slate I   | 25. Mai 1963 | Kontaminiertes Erdreich wurde in die Area 3 der Nevada Test Site transportiert; das Gebiet wurde rekultiviert. |
| Clean Slate II  | 31. Mai 1963 | |
| Clean Slate III | 9. Juni 1963 | |